# Kóchylos
Kóchylos (grec moderne : Κόχυλος) est une localité située dans le dème d'Ándros, dans le district régional d'Ándros, dans la périphérie d'Égée-Méridionale, en Grèce.
Selon le recensement de 2021, elle compte 107 habitants.